# Tonsilolito
Los tonsilolitos son concreciones sanguíneas 
(cálculos) que se forman en las criptas de las amígdalas palatinas, formados por sales cálcicas o en combinación con otras sales minerales, y suelen medir menos de 1 cm.

## Etiología
Se ha especulado sobre las causas de estos depósitos. Se cree que es un resultado de una mezcla de:
- glóbulos blancos muertos
- bacterias orales
- glándulas salivales hiperactivas
- mucosidades

## Fisiopatología

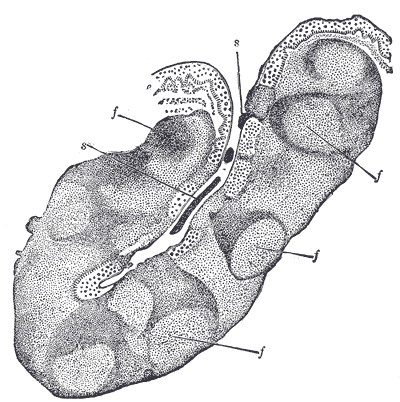
Células que han escapado para mezclarse con la saliva en forma de corpúsculos salivales..

Estos cálculos están compuestos de sales de calcio como la hidroxiapatita o apatita de carbonato de calcio, oxalatos y otras sales de magnesio que contienen radicales de amonio. Macroscópicamente son blancas o amarillentas y,  usualmente, pequeñas.
Se han descrito tonsilolitos gigantes, llegando a medir 2,5 cm.

## Cuadro clínico
Ocurren más frecuentemente en niños, y no tienen generalmente síntomas notables. Los tonsilolitos más grandes pueden tener múltiples síntomas, como mal aliento (halitosis) recurrente, que frecuentemente acompaña una infección de las amígdalas, residuos blancos, mal sabor en la boca, dificultad en la deglución (disfagia), dolor en los oídos  (otalgia) e inflamación de las amígdalas (amigdalitis). Algunos tonsilolitos dan la sensación de un objeto extraño en la garganta. Pueden ser molestos, pero no son, en general, peligrosos.

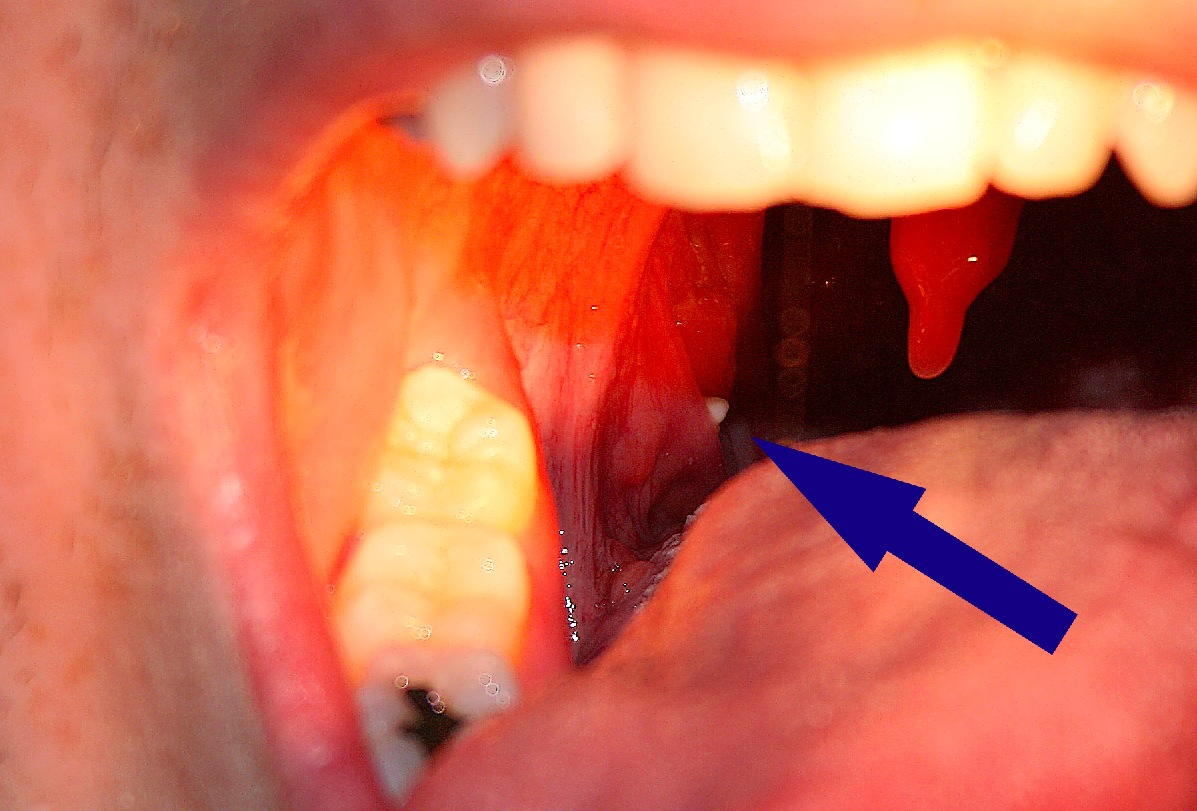
Un tonsilolito sobresale de la amígdala
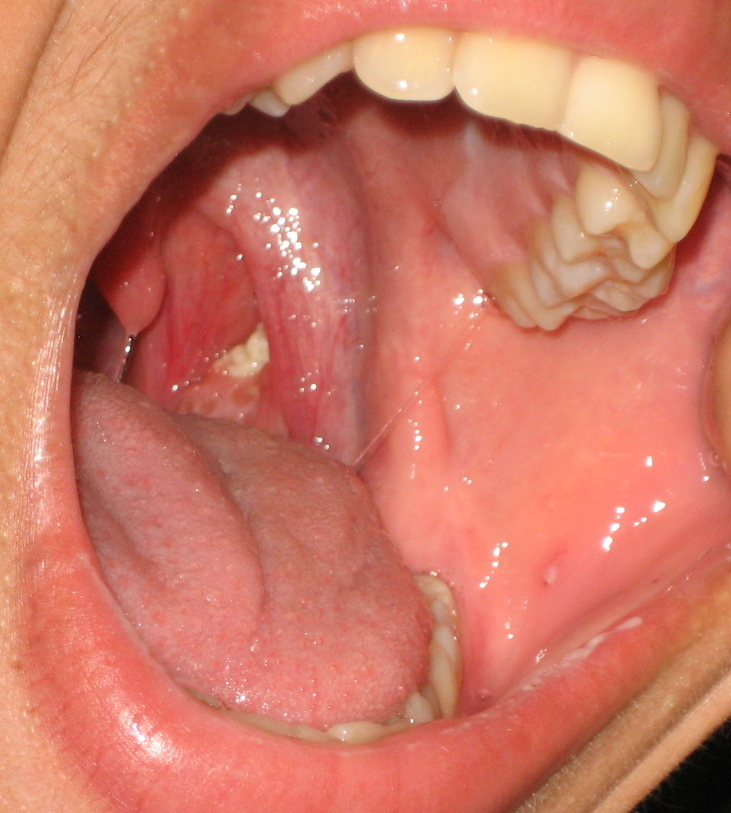
Gran tonsilolito en amígdala izquierda
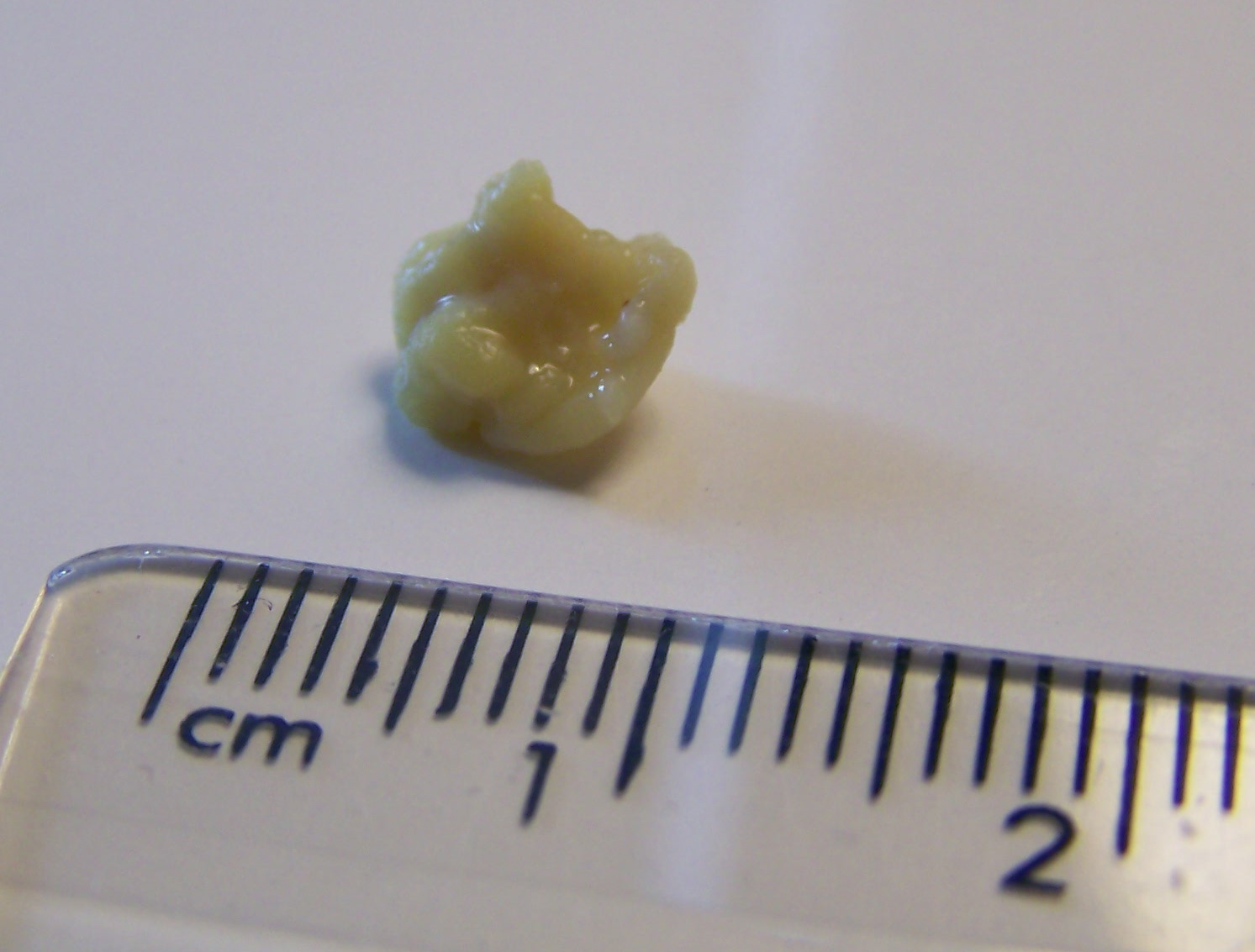
Tonsilolito extraído

## Diagnóstico
Algunos tonsilolitos, de incluso considerable tamaño, sólo se detectan de forma casual durante la exploración amigdalar. Mediante tomografía computarizada aparecen imágenes bien delimitadas e hiperdensas en las amígdalas palatinas.

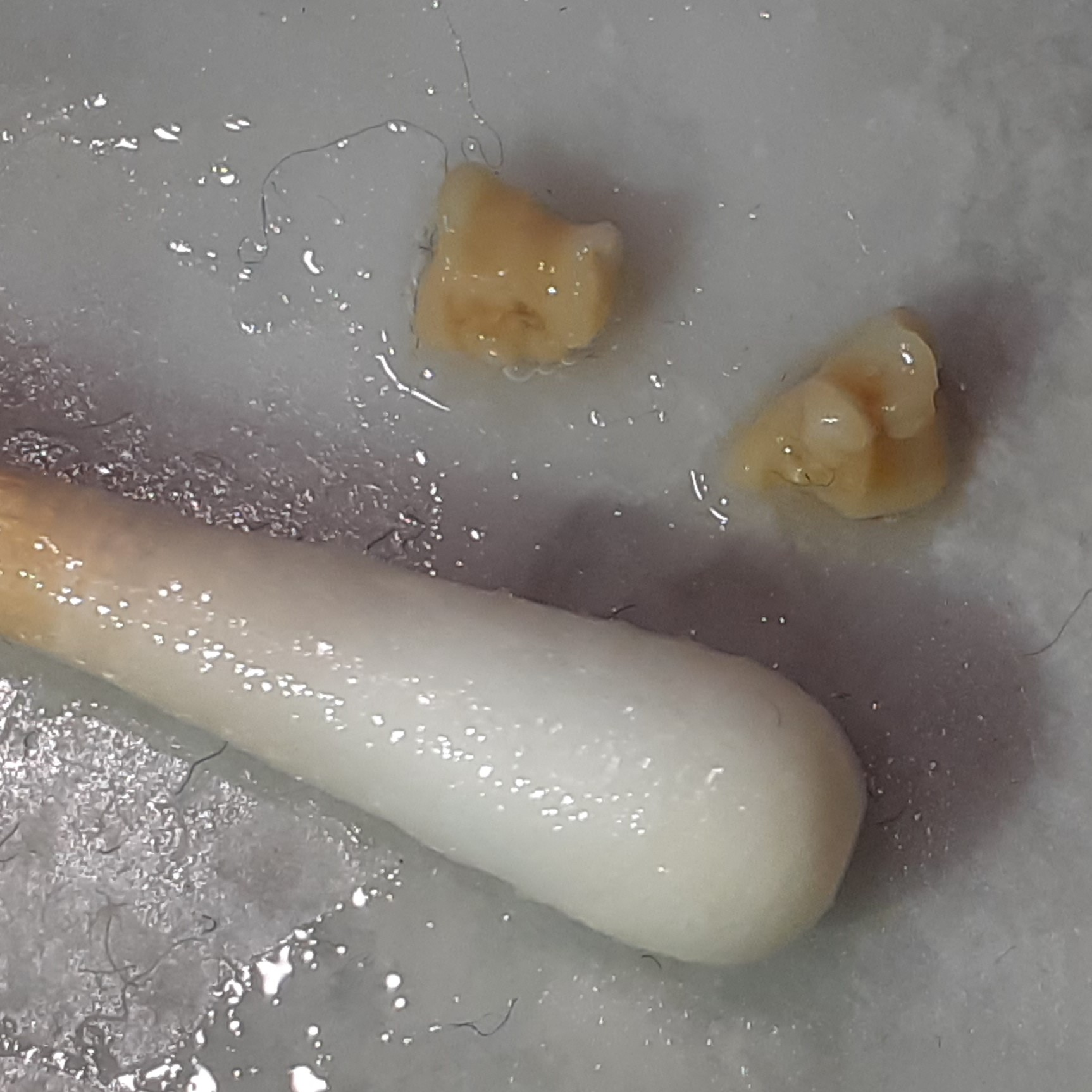
Tonsilolitos de la imagen acompañante extraídos mediante hisopo. Referencia de tamaño: hisopo de diámetro 5 mm.

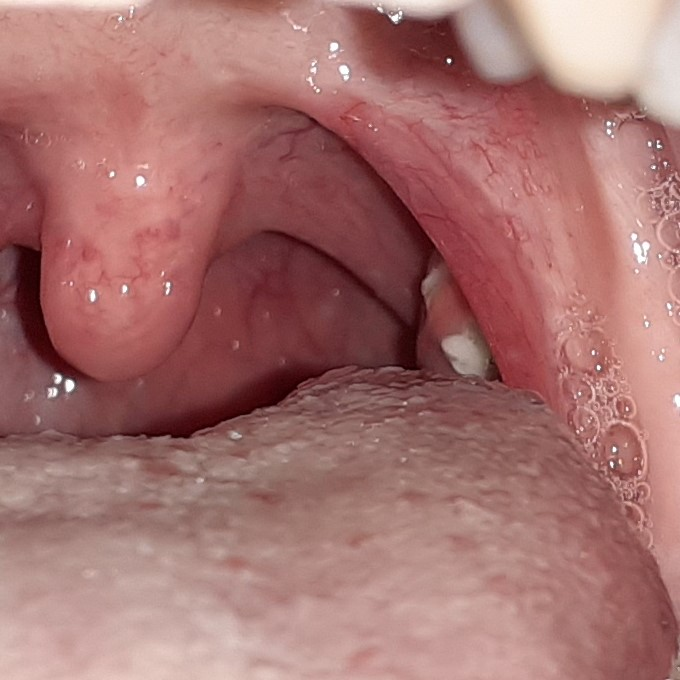
Dos tonsilolitos en amígdala izquierda

## Diagnóstico diferencial
- Cáseum es una masa pastosa blanquecino-amarillenta, que aparece en los tejidos afectados de necrosis caseosa en cualquier parte del cuerpo, y que precisa tratamiento farmacológico en función del germen causante y limpieza quirúrgica.

## Tratamiento
Aunque pueden expulsarse de forma espontánea, suele ser preciso su extracción; para ello es necesario la exéresis quirúrgica del cálculo amigdalar.
Caso contrario, de no poder expulsarlos naturalmente, es posible eliminarlos sin tratamiento médico pero si es necesario consulte un dentista. Se eliminan fácilmente con gárgaras de agua tibia. Y si fuera necesario, se puede agilizar la remoción con la ayuda de un hisopo humedecido. 
El cepillado diario después de cada comida acompañado de enjuagues de boca son la mejor profilaxis para prevenir este tipo de complicaciones.